# Heterachthes sejunctus
Heterachthes sejunctus är en skalbaggsart som beskrevs av Pierre Émile Gounelle 1909. Heterachthes sejunctus ingår i släktet Heterachthes och familjen långhorningar. Inga underarter finns listade i Catalogue of Life.